# أولاد سي امحمد بن عيسى (آيت عمار)
أولاد سي امحمد بن عيسى هي إحدى مشيخات المملكة المغربية، تتبع جغرافيا لإقليم خريبكة وإداريًا لآيت عمار. يقدر عدد سكانها بـ 3,045 نسمة حسب الإحصاء الرسمي للسكان والسكنى لسنة 2004.